# Ponte Tor di Quinto
Ponte Tor di Quinto è un ponte stradale sul fiume Tevere a Roma, fra i quartieri Parioli e Tor di Quinto.

## Descrizione
Costruito interamente in cemento armato, è percorso da via del Foro Italico, tratto della tangenziale Est, ed è parte di un viadotto lungo circa 300 m e sviluppato su sette campate, una delle quali è appunto il ponte che scavalca il Tevere con una luce di circa 72 m.
Fu edificato nel 1960 su progetto di Vito Camiz, in occasione dei giochi della XVII Olimpiade, per collegare la "via olimpica" con gli impianti sportivi dell'Acqua Acetosa.

## Trasporti
|  | È raggiungibile dalle stazioni: Campi Sportivi, Tor di Quinto e Acqua Acetosa (Roma). |